# Persone di nome Theodor
| Questa pagina contiene informazioni ricavate automaticamente dalle voci biografiche con l'ausilio del template Bio e di un bot. L'aggiornamento è periodico e automatico e ricostruisce completamente la pagina. Se manca una persona in questa lista, sei pregato di non aggiungerla, ma accertati piuttosto che la sua voce biografica contenga il template Bio e che i dati anagrafici siano correttamente compilati. Se il template Bio manca, inseriscilo tu stesso o, in alternativa, metti l'avviso {{tmp\|Bio}} che ne segnala la mancanza. Se i dati riportati sono sbagliati, correggi direttamente la voce biografica; le modifiche saranno visibili in questa lista entro pochi giorni. Per chiarimenti vedi il progetto antroponimi. La lista contiene solo le 146 persone che sono citate nell'enciclopedia e per le quali è stato implementato correttamente il template Bio. Pagina aggiornata al 16 ott 2024. |

Questa è una lista di persone presenti nell'enciclopedia che hanno il prenome Theodor, suddivise per attività principale.

## Allenatori di calcio(2)
- Theodor Brinek, allenatore di calcio e calciatore austriaco (n. 1898 - † 1974)
- Theodor Brinek, allenatore di calcio e calciatore austriaco (Vienna, n. 1921 - † 2000)

## Allenatori di pallacanestro(1)
- Theo Clausen, allenatore di pallacanestro e dirigente sportivo tedesco (Paramaribo, n. 1911 - Lich, † 1985)

## Ammiragli(2)
- Theodor Hoffmann, ammiraglio e politico tedesco-orientale (Kuhlen-Wendorf, n. 1935 - Berlino, † 2018)
- Theodor Krancke, ammiraglio tedesco (Magdeburgo, n. 1893 - Wentorf bei Hamburg, † 1973)

## Anatomisti(1)
- Theodor Kerckring, anatomista e chimico olandese (n. 1638 - † 1693)

## Archeologi(2)
- Theodor Panofka, archeologo tedesco (Breslavia, n. 1800 - Berlino, † 1858)
- Theodor Wiegand, archeologo tedesco (Bendorf, n. 1864 - Berlino, † 1936)

## Astronomi(2)
- Theodor Brorsen, astronomo danese (Nordborg, n. 1819 - Nordborg, † 1895)
- Theodor von Oppolzer, astronomo e matematico austriaco (Praga, n. 1841 - Vienna, † 1886)

## Attori(1)
- Theodor Loos, attore tedesco (Zwingenberg, n. 1883 - Stoccarda, † 1954)

## Baritoni(1)
- Theodor Uppman, baritono statunitense (San Jose, n. 1920 - New York, † 2005)

## Batteriologi(1)
- Theodor Escherich, batteriologo e pediatra tedesco (Ansbach, n. 1857 - Vienna, † 1911)

## Biologi(2)
- Theodor Boveri, biologo tedesco (Bamberga, n. 1862 - Würzburg, † 1915)
- Theodor Schwann, biologo tedesco (Neuss, n. 1810 - Colonia, † 1882)

## Botanici(4)
- Theodor Wilhelm Engelmann, botanico, fisiologo e docente tedesco (Lipsia, n. 1843 - Berlino, † 1909)
- Theodor Hartig, botanico e zoologo tedesco (Dillenburg, n. 1805 - Braunschweig, † 1880)
- Theodor Karl Julius Herzog, botanico tedesco (Friburgo in Brisgovia, n. 1880 - Jena, † 1961)
- Theodor Friedrich Ludwig Nees von Esenbeck, botanico, farmacista e farmacologo tedesco (Reichelsheim, n. 1787 - Hyères, † 1837)

## Calciatori(7)
- Theodor Burkhardt, calciatore tedesco (Pforzheim, n. 1905 - † 1958)
- Theo Corbeanu, calciatore canadese (Burlington, n. 2002)
- Theodor Gebre Selassie, ex calciatore ceco (Třebíč, n. 1986)
- Theodor Lohrmann, calciatore tedesco (Heidelberg, n. 1898 - † 1971)
- Theodor Puff, calciatore tedesco (n. 1927 - † 1999)
- Theodor Reimann, calciatore e allenatore di calcio cecoslovacco (Strečno, n. 1921 - Bratislava, † 1982)
- Theodor Wagner, calciatore austriaco (Vienna, n. 1927 - Vienna, † 2020)

## Canoisti(1)
- Theodor Kleine, canoista tedesco (n. 1924 - † 2014)

## Canottieri(1)
- Theodor Laurezzari, canottiere tedesco (Amburgo, n. 1880)

## Cantanti(1)
- Theoz, cantante e attore svedese (Linköping, n. 2005)

## Cardinali(1)
- Theodor Innitzer, cardinale e arcivescovo cattolico austriaco (Neugeschrei, n. 1875 - Vienna, † 1955)

## Cestisti(1)
- Theodor Schober, cestista e allenatore di pallacanestro tedesco (n. 1928 - † 2023)

## Chimici(4)
- Theodor Curtius, chimico tedesco (Duisburg, n. 1857 - Heidelberg, † 1928)
- Theodor Förster, chimico e fisico tedesco (Francoforte sul Meno, n. 1910 - Stoccarda, † 1974)
- Theodor Svedberg, chimico svedese (Flareng, n. 1884 - Kopparbeg, † 1971)
- Theodor Wertheim, chimico austriaco (Vienna, n. 1820 - Vienna, † 1864)

## Ciclisti su strada(1)
- Theodor Leupolt, ciclista su strada tedesco (Zittau)

## Clarinettisti(1)
- Theo Jörgensmann, clarinettista e compositore tedesco (Bottrop, n. 1948)

## Costumisti(1)
- Theodor Pištěk, costumista e disegnatore ceco (Praga, n. 1932)

## Cristallografi(1)
- Theodor Liebisch, cristallografo tedesco (Breslavia, n. 1852 - Berlino, † 1922)

## Direttori della fotografia(1)
- Theodor Sparkuhl, direttore della fotografia e regista tedesco (Hannover, n. 1894 - Santa Fe, † 1946)

## Drammaturghi(1)
- Ferdinand Bruckner, drammaturgo e regista teatrale austriaco (Sofia, n. 1891 - Berlino, † 1958)

## Economisti(1)
- Theodor Stolojan, economista e politico romeno (Târgoviște, n. 1943)

## Esoteristi(1)
- Theodor Reuss, esoterista tedesco (Augusta, n. 1855 - Monaco di Baviera, † 1923)

## Farmacisti(1)
- Theodor Hahn, farmacista, medico e scrittore tedesco (Ludwigslust, n. 1824 - San Gallo, † 1883)

## Filologi(5)
- Theodor Benfey, filologo e orientalista tedesco (Nörten, n. 1809 - Gottinga, † 1881)
- Theodor Bergk, filologo classico tedesco (Lipsia, n. 1812 - Ragaz, † 1881)
- Heinrich Keil, filologo classico tedesco (Gressow, n. 1822 - Friedrichroda, † 1894)
- Theodor Kock, filologo classico tedesco (Quedlinburg, n. 1820 - Weimar, † 1901)
- Theodor Möbius, filologo tedesco (Lipsia, n. 1821 - † 1890)

## Filosofi(3)
- Theodor Lipps, filosofo e psicologo tedesco (Wallhalben, n. 1851 - Monaco di Baviera, † 1914)
- Theodor Litt, filosofo e pedagogo tedesco (Düsseldorf, n. 1880 - Bonn, † 1962)
- Theodor W. Adorno, filosofo, sociologo e musicologo tedesco (Francoforte sul Meno, n. 1903 - Visp, † 1969)

## Fisici(2)
- Theodor Hänsch, fisico tedesco (Heidelberg, n. 1941)
- Theodor Wulf, fisico e gesuita tedesco (Hamm, n. 1868 - Hallenberg, † 1946)

## Fisiologi(1)
- Theodor Ludwig Wilhelm von Bischoff, fisiologo, anatomista e biologo tedesco (Hannover, n. 1807 - Monaco di Baviera, † 1882)

## Fotografi(2)
- Theodor Kofler, fotografo austriaco (Innsbruck, n. 1877 - Bukoba, † 1957)
- Theodor Scheimpflug, fotografo e ufficiale austriaco (Vienna, n. 1865 - Mödling, † 1911)

## Funzionari(1)
- Theodor Hupfauer, funzionario e militare tedesco (Dellmensingen, n. 1906 - Monaco di Baviera, † 1993)

## Generali(8)
- Theodor Baillet-Latour, generale austriaco (Linz, n. 1780 - Vienna, † 1848)
- Theodor Eicke, generale tedesco (Hampont, n. 1892 - Lozova, † 1943)
- Theodor Kretschmer, generale tedesco (Burghaun, n. 1901 - Schlitz, † 1986)
- Theodor Osterkamp, generale e aviatore tedesco (Düren, n. 1892 - Baden-Baden, † 1975)
- Theodor Renner, generale tedesco (Heilbronn, n. 1865 - Stoccarda, † 1950)
- Theodor Scherer, generale tedesco (Höchstädt an der Donau, n. 1889 - Ludwigsburg, † 1951)
- Theodor Tolsdorff, generale tedesco (Lehnarten, n. 1909 - Dortmund, † 1978)
- Theodor Wisch, generale tedesco (Wesselburenerkoog, n. 1907 - Amburgo, † 1995)

## Giocatori di football americano(1)
- Theodor Landström, giocatore di football americano svedese (Göteborg, n. 1999)

## Giornalisti(2)
- Theodor Herzl, giornalista, attivista e drammaturgo ungherese (Pest, n. 1860 - Edlach, † 1904)
- Theodor Wolff, giornalista e scrittore tedesco (Berlino, n. 1868 - Berlino, † 1943)

## Imprenditori(2)
- Theo Albrecht, imprenditore tedesco (Essen, n. 1922 - Essen, † 2010)
- Theodor Tobler, imprenditore svizzero (Berna, n. 1876 - Berna, † 1941)

## Ingegneri(1)
- Theodor Kober, ingegnere aeronautico e imprenditore tedesco (Stoccarda, n. 1865 - Friedrichshafen, † 1930)

## Insegnanti(1)
- Theodor Kroyer, docente e musicologo tedesco (Monaco di Baviera, n. 1873 - Wiesbaden, † 1945)

## Magistrati(2)
- Theodor Christomannos, magistrato e avvocato austro-ungarico (Vienna, n. 1854 - Merano, † 1911)
- Theodor Prinzing, giudice tedesco (n. 1925)

## Matematici(1)
- Theodor Kaluza, matematico e fisico tedesco (Opole, n. 1885 - Gottinga, † 1954)

## Medici(8)
- Theodor Bilharz, medico tedesco (Sigmaringen, n. 1825 - † 1862)
- Theodor Engelbrecht, medico tedesco (Halchter, n. 1813 - Braunschweig, † 1892)
- Theodor Langhans, medico tedesco (Usingen, n. 1839 - Berna, † 1915)
- Theodor Meynert, medico tedesco (Dresda, n. 1833 - Klosterneuburg, † 1892)
- Theodor Morell, medico tedesco (Münzenberg, n. 1886 - Tegernsee, † 1948)
- Theodor Thierfelder, medico e docente tedesco (Meissen, n. 1824 - Rostock, † 1904)
- Theodor Weber, medico e patologo tedesco (Lipsia, n. 1829 - Halle, † 1914)
- Theodor von Jürgensen, medico tedesco (n. 1840 - † 1907)

## Militari(10)
- Theodor Dannecker, militare tedesco (Tubinga, n. 1913 - Bad Tölz, † 1945)
- Theodor van Eupen, militare tedesco (Düsseldorf, n. 1907 - Lipówka, † 1944)
- Theodor Friedrich Klitsche de la Grange, militare prussiano (Magdeburgo, n. 1799 - Roma, † 1868)
- Theodor Körner, militare e politico austriaco (Komárom, n. 1873 - Vienna, † 1957)
- Theodor Leutwein, militare e politico tedesco (Strümpfelbrunn, n. 1849 - Friburgo in Brisgovia, † 1921)
- Theodor Lewald, militare tedesco (Berlino, n. 1860 - Berlino, † 1947)
- Theodor Stephan von Neuhoff, militare tedesco (Colonia, n. 1694 - Londra, † 1756)
- Theodor Saevecke, ufficiale tedesco (Amburgo, n. 1911 - Amburgo, † 2000)
- Emil von Sydow, militare, geografo e cartografo tedesco (Freiberg, n. 1812 - Berlino, † 1873)
- Theodor von Wrede, militare tedesco (Wandsbek, n. 1888 - Bonn, † 1973)

## Musicisti(1)
- Theodor Kullak, musicista e compositore tedesco (Krotoszyn, n. 1818 - Berlino, † 1882)

## Musicologi(1)
- Theodor von Frimmel, musicologo, storico dell'arte e medico austriaco (Amstetten, n. 1853 - Vienna, † 1928)

## Neurologi(1)
- Theodor Ziehen, neurologo, psichiatra e filosofo tedesco (Francoforte sul Meno, n. 1862 - Wiesbaden, † 1950)

## Oculisti(1)
- Theodor Leber, oculista tedesco (Karlsruhe, n. 1840 - Heidelberg, † 1917)

## Orientalisti(1)
- Theodor Nöldeke, orientalista e islamista tedesco (Amburgo, n. 1836 - Karlsruhe, † 1930)

## Pastori protestanti(1)
- Theodor Fliedner, pastore protestante tedesco (Eppstein, n. 1800 - Kaiserswerth, † 1864)

## Patologi(1)
- Edwin Klebs, patologo tedesco (Königsberg i. Pr., n. 1834 - Berna, † 1913)

## Piloti automobilistici(1)
- Theo Fitzau, pilota automobilistico tedesco (Köthen, n. 1923 - Groß-Gerau, † 1982)

## Pistard(1)
- Theodor Storm, pistard e ciclista su strada danese (Roskilde, n. 2005)

## Pittori(6)
- Theodor Aman, pittore rumeno (Câmpulung, n. 1831 - Bucarest, † 1891)
- Friedrich Kaulbach, pittore tedesco (Bad Arolsen, n. 1822 - Engesohde, † 1903)
- Theodor Kittelsen, pittore norvegese (Kragerø, n. 1857 - Jeløya, † 1914)
- Theodor Pallady, pittore rumeno (Iași, n. 1871 - Bucarest, † 1956)
- Theodor Werner, pittore tedesco (Jettenburg, n. 1886 - Monaco di Baviera, † 1969)
- Theodor von Hörmann, pittore, militare e docente austriaco (Imst, n. 1840 - Graz, † 1895)

## Poeti(2)
- Theodor Caspari, poeta e critico letterario norvegese (n. 1853 - Kristiania, † 1948)
- Theodor Storm, poeta e scrittore tedesco (Husum, n. 1817 - Hanerau-Hademarschen, † 1888)

## Politici(6)
- Theodor Duesterberg, politico e militare tedesco (Darmstadt, n. 1875 - Hameln, † 1950)
- Theodor Heuss, politico, giornalista e pubblicista tedesco (Brackenheim, n. 1884 - Stoccarda, † 1963)
- Teddy Kollek, politico israeliano (Nagyvázsony, n. 1911 - Gerusalemme, † 2007)
- Theodor Rosetti, politico e scrittore rumeno (Iași, n. 1837 - Bucarest, † 1932)
- Theo Waigel, politico tedesco (Ursberg, n. 1939)
- Theodor Adrian von Renteln, politico tedesco (Mogilew, n. 1897 - † 1946)

## Psicoanalisti(1)
- Theodor Reik, psicoanalista austriaco (Vienna, n. 1888 - New York, † 1969)

## Psicologi(1)
- Theodor Waitz, psicologo, antropologo e filosofo tedesco (Gotha, n. 1821 - Marburgo, † 1864)

## Registi(2)
- Theodor Grädler, regista e sceneggiatore tedesco (Landshut, n. 1921)
- Theodor Kotulla, regista polacco (Chorzów, n. 1928 - Monaco di Baviera, † 2001)

## Rugbisti a 15(1)
- Theodor Rădulescu, rugbista a 15 e allenatore di rugby a 15 rumeno (n. 1933 - † 2011)

## Saggisti(1)
- Theodor von Sickel, saggista e diplomatista tedesco (Aken, n. 1826 - Merano, † 1908)

## Scacchisti(3)
- Theodor Ghițescu, scacchista rumeno (Bucarest, n. 1934 - Bucarest, † 2008)
- Theodor Lichtenhein, scacchista tedesco (Königsberg, n. 1829 - Chicago, † 1874)
- Theodor von Scheve, scacchista tedesco (Cosel, n. 1851 - Patschkau, † 1922)

## Sciatori alpini(1)
- Theodor Brækken, sciatore alpino norvegese (n. 2004)

## Scienziati(1)
- Theodor Zwinger, scienziato svizzero (Basilea, n. 1533 - Basilea, † 1588)

## Scrittori(7)
- Theodor Däubler, scrittore e poeta austriaco (Trieste, n. 1876 - St. Blasien, † 1934)
- Theodor Gottlieb von Hippel, scrittore tedesco (Gerdauen, n. 1741 - Königsberg, † 1796)
- Theodor Hell, scrittore tedesco (Waldenburg, n. 1775 - Dresda, † 1856)
- Theodor Kröger, scrittore tedesco (San Pietroburgo, n. 1891 - Klosters, † 1958)
- Theodor Mundt, romanziere e critico letterario tedesco (Potsdam, n. 1808 - Berlino, † 1861)
- Theodor Plievier, scrittore tedesco (Berlino, n. 1892 - Avegno, † 1955)
- Dr. Seuss, scrittore e fumettista statunitense (Springfield, n. 1904 - La Jolla, † 1991)

## Scultori(2)
- Theodor Wilhelm Achtermann, scultore tedesco (Münster, n. 1799 - Roma, † 1884)
- Theodor Fischer, scultore, architetto e urbanista tedesco (Schweinfurt, n. 1862 - Monaco di Baviera, † 1938)

## Sociologi(1)
- Ted Nelson, sociologo e filosofo statunitense (Chicago, n. 1937)

## Storici(1)
- Theodor Gomperz, storico e filosofo austriaco (Brno, n. 1832 - Baden, † 1912)

## Storici dell'arte(1)
- Gustav Pauli, storico dell'arte tedesco (Brema, n. 1866 - Monaco di Baviera, † 1938)

## Storici della letteratura(1)
- Theodor Creizenach, storico della letteratura e poeta tedesco (Magonza, n. 1818 - Francoforte sul Meno, † 1877)

## Teologi(4)
- Bibliander, teologo, traduttore e linguista svizzero (Zurigo, n. 1506 - † 1564)
- Theodor Willem Johannes Juynboll, teologo e filologo olandese (Rotterdam, n. 1802 - Leida, † 1861)
- Theodor Weber, teologo e vescovo tedesco (Zülpich, n. 1836 - Bonn, † 1906)
- Theodor Zahn, teologo e biblista tedesco (Moers, n. 1838 - Erlangen, † 1933)

## Violinisti(1)
- Theodor Haumann, violinista e insegnante belga (Gand, n. 1808 - Bruxelles, † 1878)